# Municipio de Franklin (condado de Adams, Pensilvania)
El municipio de Franklin (en inglés: Franklin Township) es un municipio ubicado en el condado de Adams en el estado estadounidense de Pensilvania. En el año 2000 tenía una población de 4590 habitantes y una densidad poblacional de 25.9 personas por km².

## Geografía
El municipio de Franklin se encuentra ubicado en las coordenadas 39°53′27″N 77°20′52″O / 39.89083, -77.34778.

## Demografía
Según la Oficina del Censo en 2000 los ingresos medios por hogar en la localidad eran de $44 974 y los ingresos medios por familia eran $47 256. Los hombres tenían unos ingresos medios de $32 585 frente a los $20 898 para las mujeres. La renta per cápita para la localidad era de $18 510. Alrededor del 6.3% de la población estaban por debajo del umbral de pobreza.